# Lepus saxatilis
Lepus saxatilis là một loài động vật có vú trong họ Leporidae, bộ Thỏ. Loài này được F. Cuvier mô tả năm 1823.

## Hình ảnh

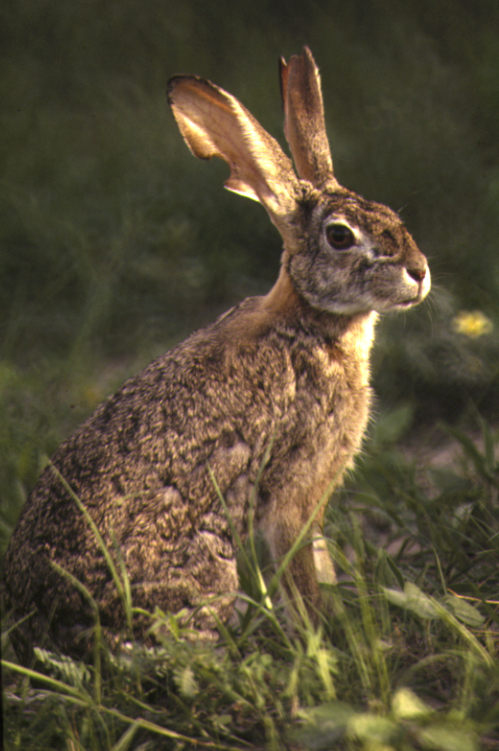
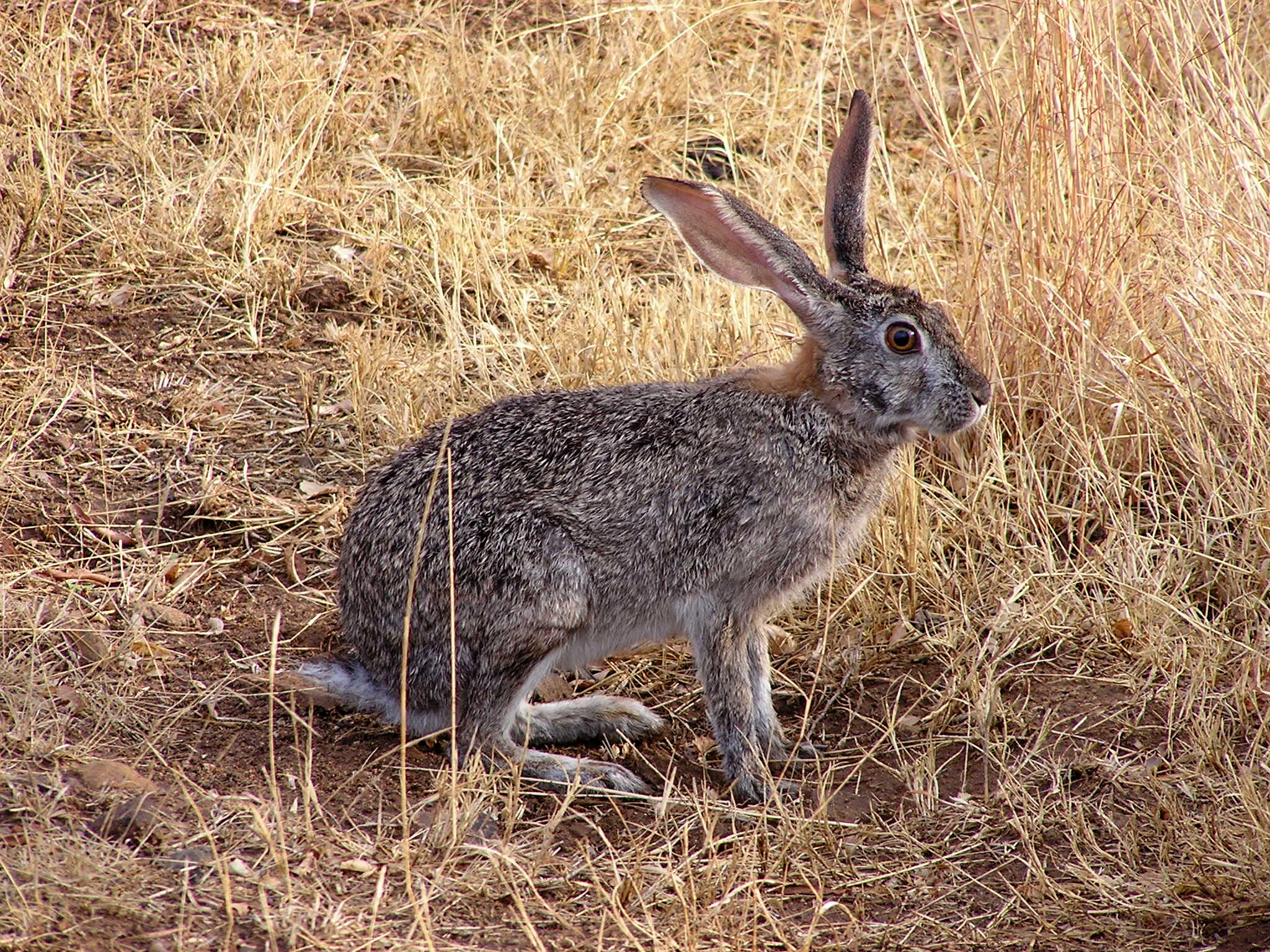
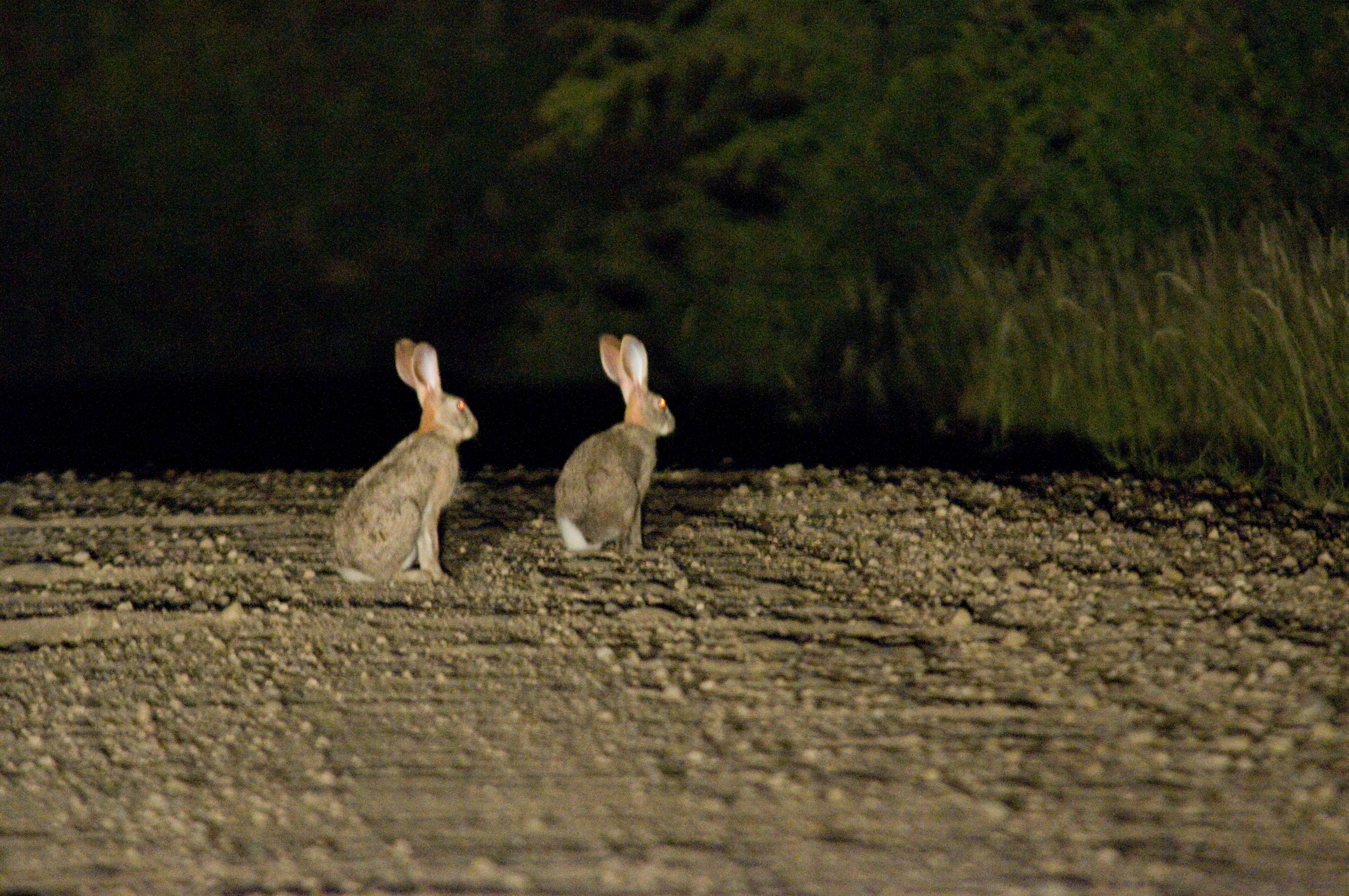